# Éclatement de l'écorce

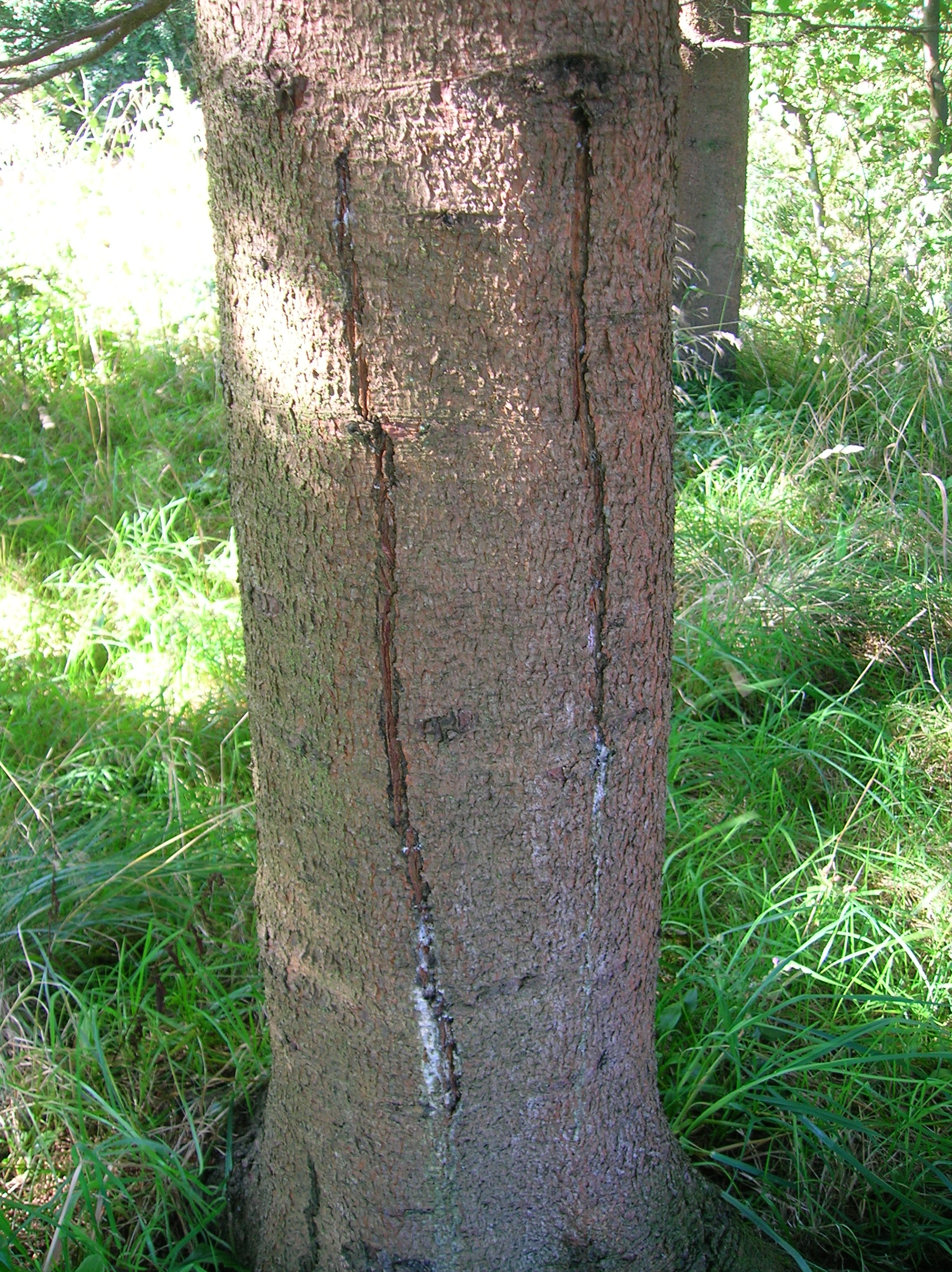
Éclatement de l'écorce d'une épinette de Sitka

L'éclatement de l'écorce, une sorte de gélivure (en anglais Frost crack or Southwest canker) est une forme de dommage à l'écorce des arbres que l’on trouve parfois sur des arbres à écorce mince, visible sous forme de fractures verticales sur les surfaces orientées vers le sud des troncs. 
La fissure de givre est distincte de l'échaudure (en) (plaie qui apparaît sur le tronc d'un arbre à la suite d'un excès de chaleur en hiver) et des fentes d'insolation, et diffère physiquement des caractéristiques normales des crevasses du rhytidome, telles que constatées dans les chênes matures, les pins, les peupliers et autres espèces d'arbres.

## Formation normale d'écorce

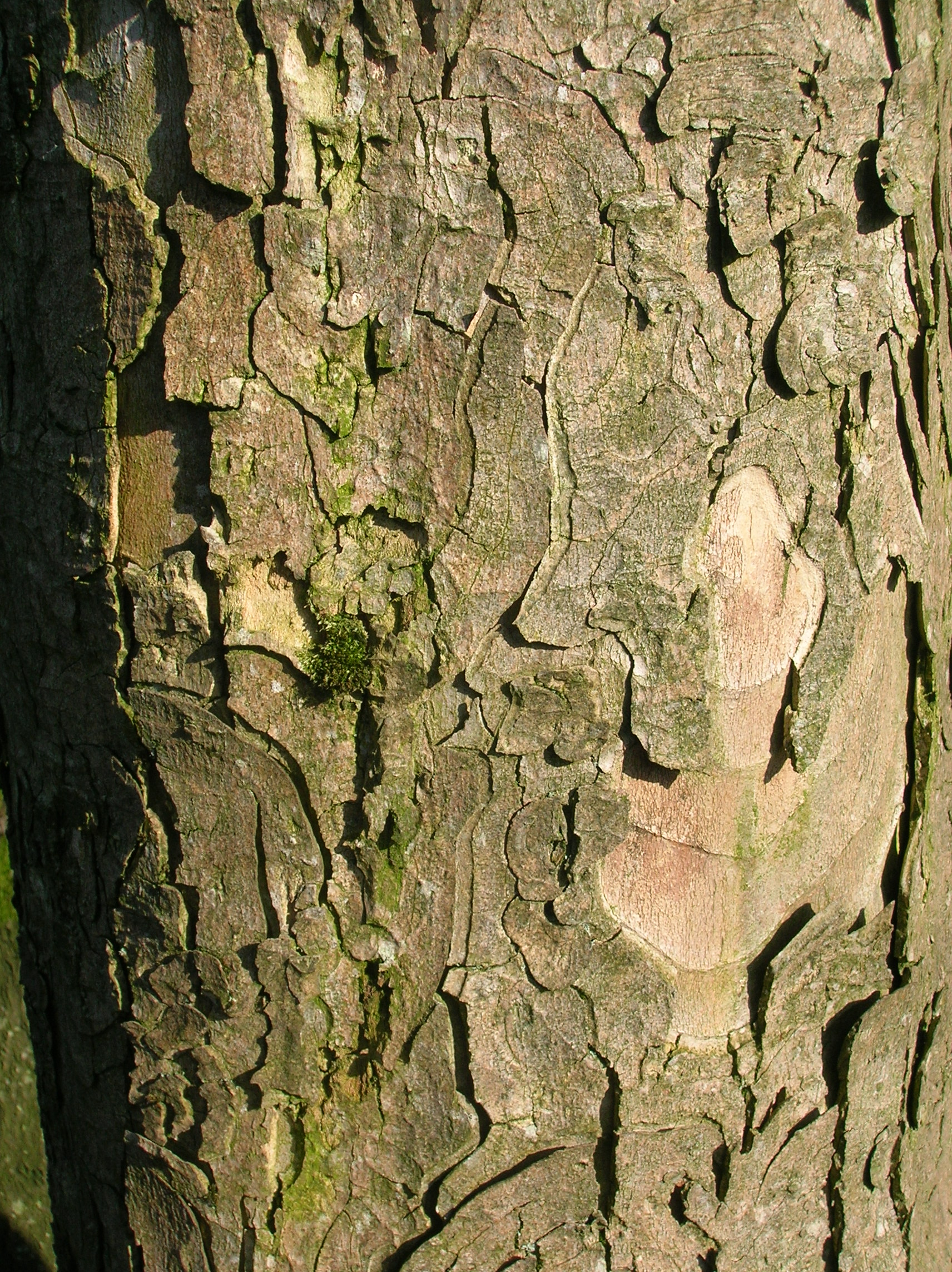
Écorce de sycomore avec plaques de mue normales.

La desquamation ou le pelage de l'écorce est un processus normal, en particulier au printemps, lorsque l'arbre commence à pousser. Les couches externes de l'écorce sont des tissus morts et ne peuvent donc pas grandir. L'écorce externe se fend pour permettre à l'arbre de grandir sur sa circonférence, augmentant ainsi son diamètre. Les tissus internes de l'écorce, du cambium et du phloème, sont vivants et forment une nouvelle couche protectrice de cellules lorsque l'écorce externe se sépare.
L'écorce sillonnée normale a une couche d'écorce sur le bois en dessous. Toutefois, l'écorce peut peler ou tomber de l'arbre en feuilles (bouleau), en plaques (sycomore et pin), en lanières (cèdre) ou en blocs (cornouiller).

## Causes
Les fissures de givre sont souvent le résultat d'une sorte de faiblesse de l'écorce qui s'est produite plus tôt pour l'arbre. À la fin de l'hiver et au début du printemps, l'eau contenue dans le phloème, appelée écorce interne, et dans le xylème, appelé bois, se dilate et se contracte sous des températures souvent très fluctuantes. Le bois endommagé ne se contracte pas autant que le bois en bonne santé. Une expansion et une contraction rapides de l'eau dans le bois et l'écorce, en particulier lorsque la température nocturne diminue rapidement, peuvent provoquer une fissure due au gel, souvent accompagnée d'un signal explosif puissant. La gélivité se traduit par l'apparition de gélivures ou par l'éclatement du bois.
Les recherches suggèrent que la cause principale est en réalité le "rétrécissement du gel" en raison de la congélation de l'humidité de la paroi cellulaire dans les lumières des cellules du bois. D'autres causes sont l'expansion de l'eau de congélation dans les lumières des cellules et la formation de lentilles de glace dans le bois. Comme indiqué, les défauts précédents tels que des plaies cicatrisées, des souches de branches, etc. dans les troncs d'arbres agissent comme des facteurs de stress et déclenchent la fissuration par le gel.
En hiver, lorsque le soleil se couche ou que le ciel se couvre, la température de l'arbre baisse très rapidement et lorsque l'écorce se refroidit plus rapidement et que le bois se contracte plus lentement, l'écorce se déchire dans une longue fissure, parfois avec un retour sonore comparable à celui d'un coup de fusil,,. Les jours froids, clairs et ensoleillés sont les plus susceptibles d’entraîner une fissuration par le gel, d’autant plus que l’énergie calorifique du soleil bas un jour d’hiver peut être supérieure à toute autre période de l’année.
Les arbres qui poussent dans des sites mal drainés sont plus sujets à la fissuration par le gel que ceux poussant dans des sols plus secs et mieux drainés. Les arbres soudainement exposés par l'abattage sont très susceptibles d'éclater.

### Exemples d'éclatement de l'écorce

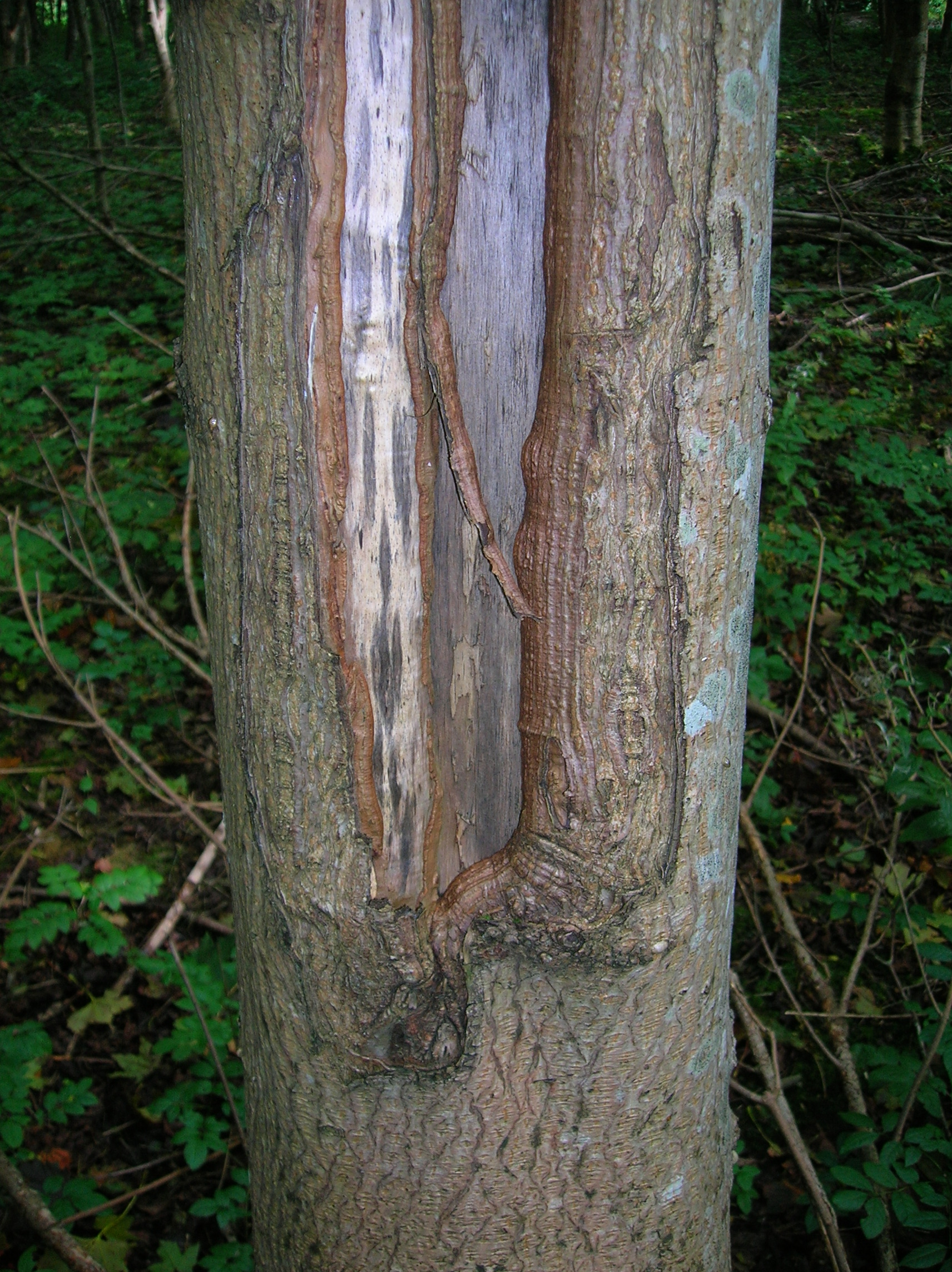
Point d'initiation d'une fissure de givre sur un frêne
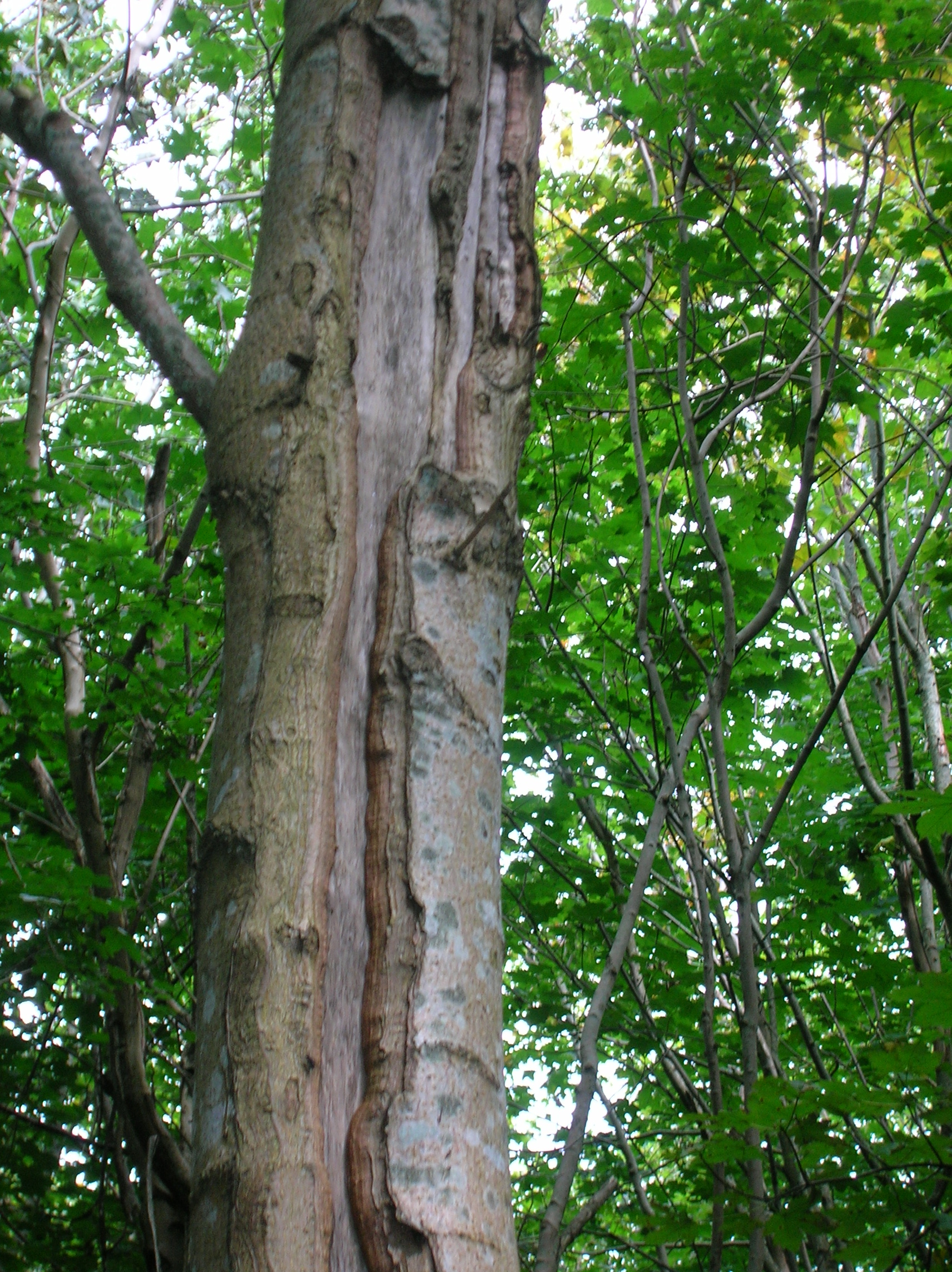
Terminaison d'une fissure de gel
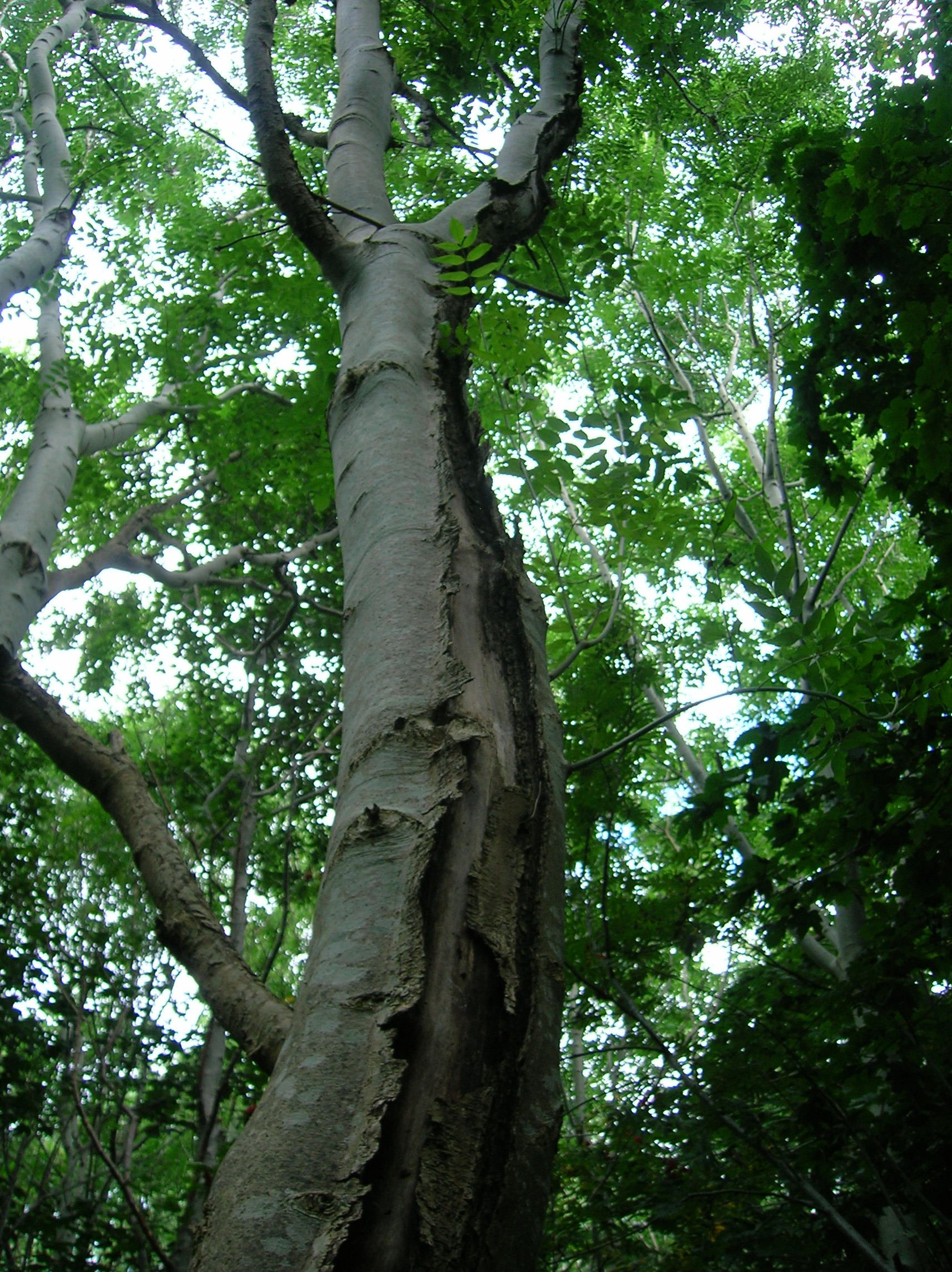
Une fissure de gel extrême répétée
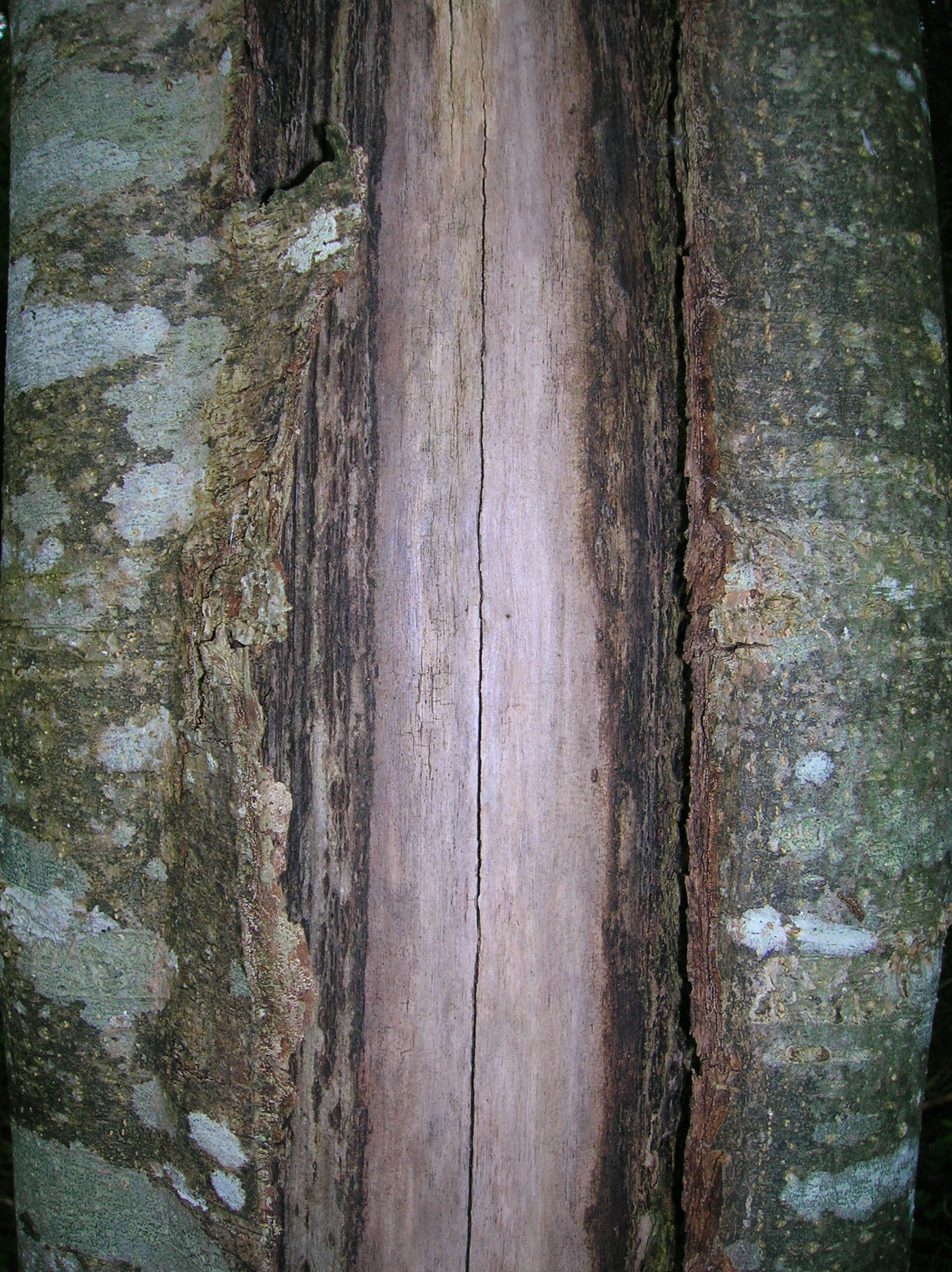
Gros plan d'une fissure de givre avec des callosités et du bois nu

## Apparence physique

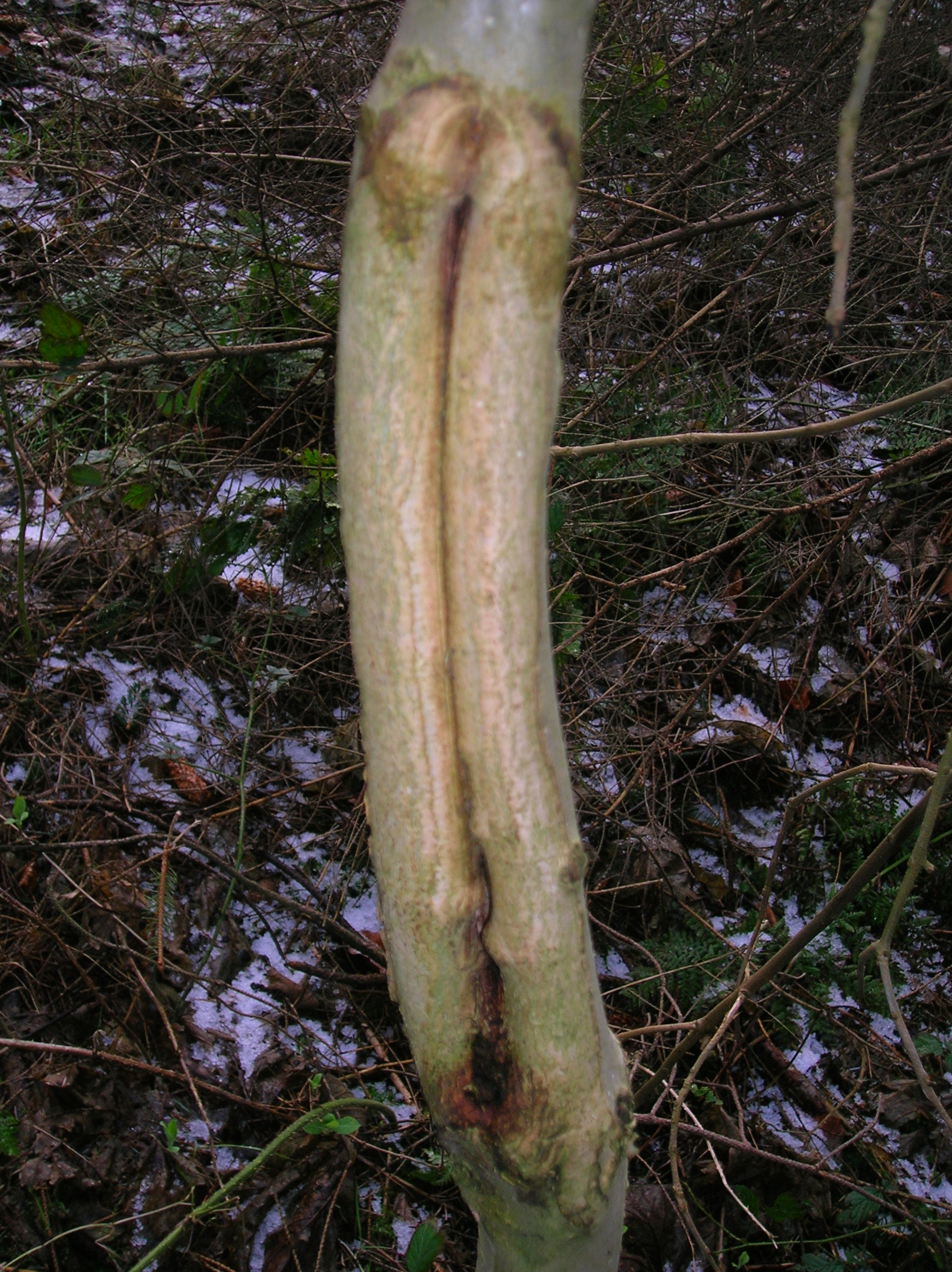
Éclatement de l'écorce répété sur un frêne

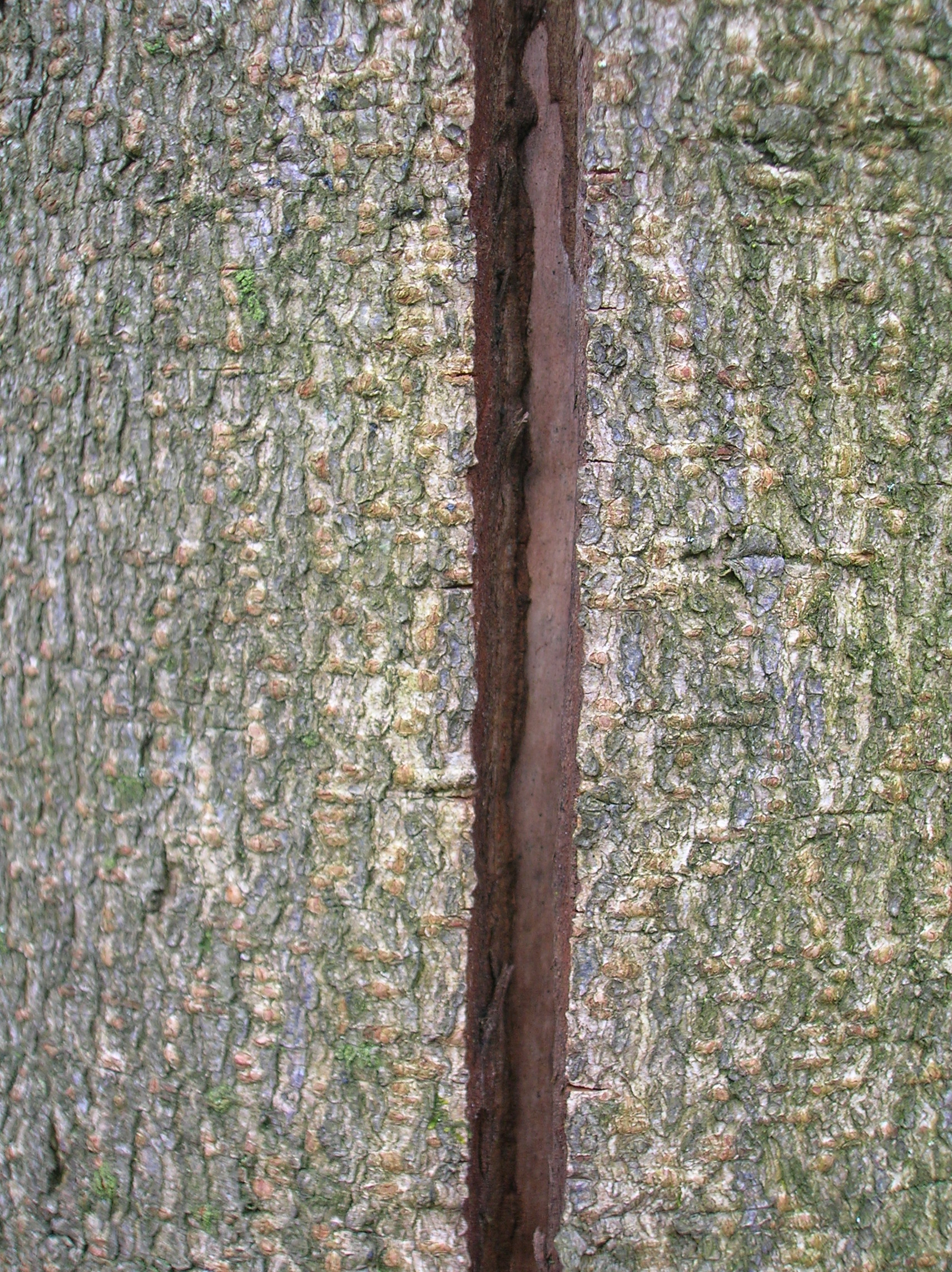
Fissure de givre dans l'écorce de marronnier

Bien que les fissures de givre puissent atteindre plusieurs mètres de long, elles n'apparaissent généralement qu'au début du printemps; on les trouve souvent du côté sud-ouest de l'arbre. Ces fissures peuvent cicatriser en été et se rouvrir pendant les hivers, de sorte que des fissures et des guérisons successives sur plusieurs années entraînent la formation de "nervures de gel" sur les côtés des arbres affectés. Le bois situé sous la fissure de gel est rarement endommagé. Les fissures prennent généralement naissance à la base du tronc et s’étendent d’un mètre à plusieurs mètres. On constate souvent une décoloration sur l"emplacement des dommages.

## Effet des dommages
Les fissures de givre constituent souvent des lieux d'entrée pour les organismes responsables de la décomposition du bois, notamment les insectes, les champignons et les bactéries. Le bois ainsi endommagé ne peut être utilisé dans la construction, etc.

## Sensibilité des essences

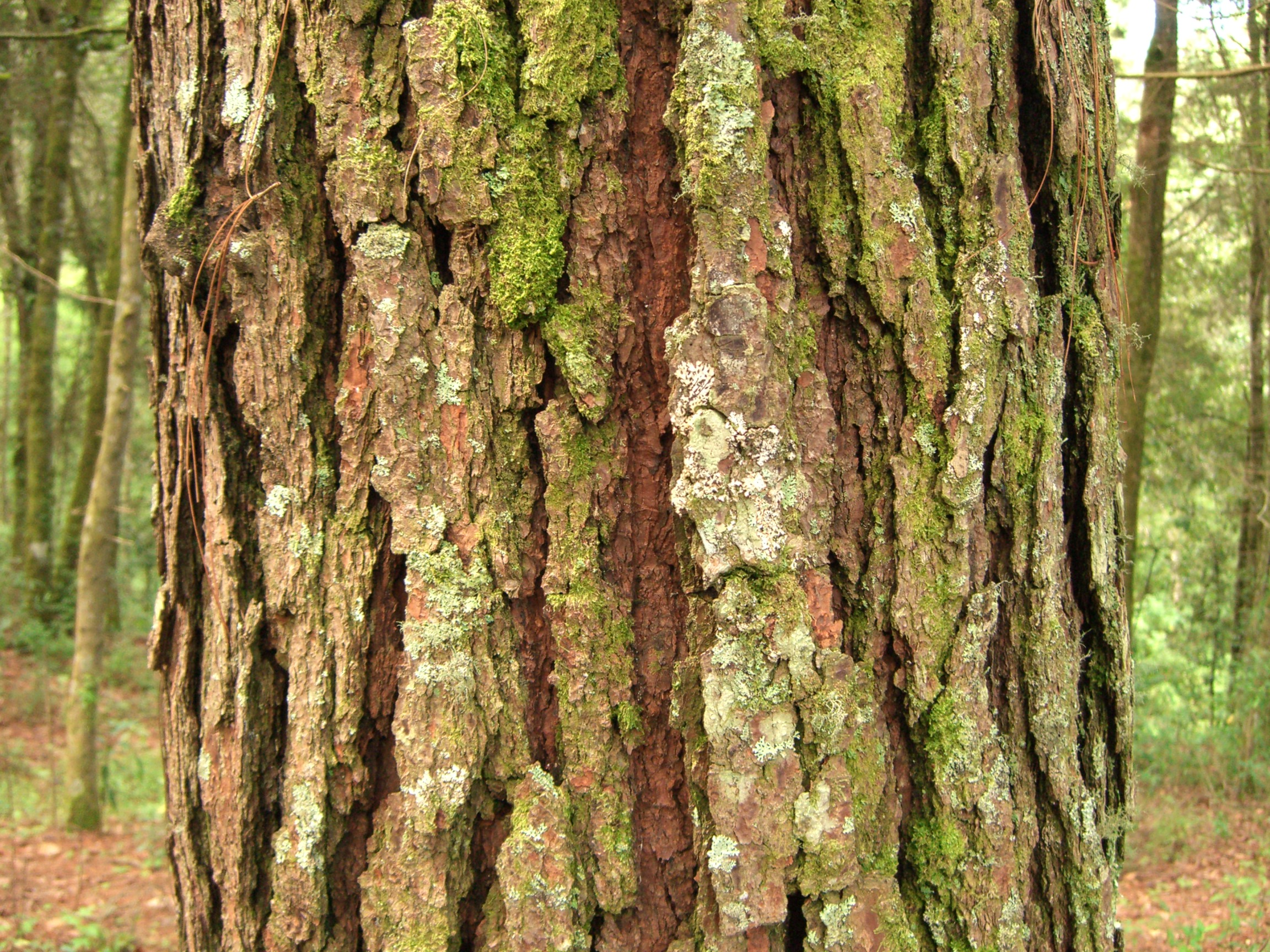
Écorce de pin montrant le pelage normal de plaques d'écorce

Des espèces telles que le pommier, le hêtre, le noyer, les chênes, les érables, le sycomore, le marronnier d'inde, le saule et le citron vert sont sujettes au développement de l'éclatement de l'écorce, compte tenu des conditions favorables.

## La prévention
Éviter l'utilisation d'engrais à la fin de la saison de croissance peut réduire l'incidence de fendage, tout en protégeant l'écorce des jeunes arbres contre les dommages physiques tels que ceux causés par les tondeuses à gazon, les pare-chocs pour voitures, les animaux de pâturage, les bêches, les débroussailleuses, etc. Protéger les jeunes arbres en hiver en enveloppant les arbres en papier du niveau du sol jusqu'aux premières branches principales.

## Réparation
La plupart des essences essaient de sceller les bords des plaies en formant une couche de calus. Les bords de la plaie commencent à former ce cal lors de la première saison de croissance après l'apparition de la fissure. La couche de calus continuera à se développer et après de nombreuses années, la plaie peut se refermer complètement.

## Voir également
- Exploding tree